# Power Rangers Megaforce
Power Rangers Megaforce è la diciassettesima serie del franchising di serie televisive statunitense Power Rangers, ed è basata sulle originali serie dorama tokusatsu Tensou Sentai Goseiger e Kaizoku Sentai Gokaiger. La serie è andata in onda per la prima volta negli Stati Uniti d'America, sui canali Nickelodeon e TeenNick, il 2 febbraio 2013.
La serie è composta da due stagioni: la prima è andata in onda nel 2013, la seconda nel 2014 con il titolo Power Rangers Super Megaforce.

## Trama
Per secoli la Terra è stata protetta da Gosei, un guardiano sovrannaturale, e da Tensou, il suo aiutante robotico. Quando la malvagia razza aliena dei Warstar inizia un'invasione di massa Gosei chiama all'azione cinque teenager per formare la squadra definitiva: i Power Ranger Megaforce. Usando le loro nuove abilità, mega-armi, i loro Zord high-tech e i colossali Megazord per affrontare le numerose minacce aliene i Power Ranger Megaforce ricorderanno sempre il loro motto: "La Terra difendiamo, e mai ci arrendiamo!"

## Episodi
| Stagione         | Episodi | Prima TV originale | Prima TV Italia |
| ---------------- | ------- | ------------------ | --------------- |
| Prima stagione   | 22      | 2013               | 2013-2014       |
| Seconda stagione | 20      | 2014               | 2014            |
| Speciali         | 2       | 2013               | 2013-2014       |

## Personaggi e interpreti

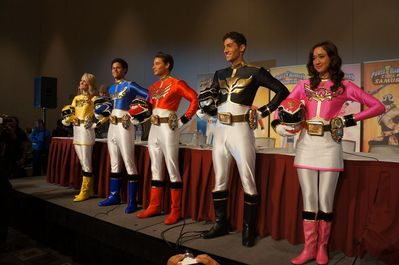
Il cast al completo della serie, fotografato durante il festival Power Morphicon.

### Ranger
- Troy Burrows/Megaforce Red Ranger/Super Megaforce Red Ranger, interpretato da Andrew Gray e doppiato da Maurizio Merluzzo
 Anche se non lo sa ancora Troy Burrows è un leader nato. Ragazzo dall'infanzia difficile, usa le arti marziali per diventare un individuo responsabile. Troy ha anche svariati sogni riguardo ai predecessori del suo team che combattono una minaccia sconosciuta. I suoi poteri sono legati all'aria. Il suo grido di battaglia è: "Furia del Drago, Megaforce Red!".
- Noah Carver/Megaforce Blue Ranger/Super Megaforce Blue Ranger, interpretato da John Mark Loudermilk e doppiato da Federico Zanandrea
 Noah Carver è un ragazzo intelligente e studioso con uno stile unico. Ciò che gli manca in forza fisica lo compensa in intelligenza, e con al suo fianco Jake, il suo miglior amico ed esperto di vita sociale, questi due formano il team perfetto. I suoi poteri sono legati all'acqua. Il suo grido di battaglia è: "Morso dello Squalo, Megaforce Blue!"
- Jake Holling/Megaforce Black Ranger/Super Megaforce Green Ranger, interpretato da Azim Rizk e doppiato da Omar Maestroni
 Jake Holling è un ragazzo ottimista, intrepido e buffo. È intrepido sia nella vita di tutti I giorni che sul campo di battaglia. Agisce prima di pensare. Ha una cotta per Gia, ma è determinato a farla cadere ai suoi piedi un giorno. Desidera rendere pubblica la sua identità e adora essere un Power Ranger. I suoi poteri sono legati alla terra. Il suo grido di battaglia è: "Veleno di Serpente, Megaforce Black!". Nella seconda parte diventerà Green Ranger.
- Gia Moran/Megaforce Yellow Ranger/Super Megaforce Yellow Ranger, interpretata da Ciara Hanna e doppiata da Giuliana Atepi (1° voce) e Benedetta Ponticelli (2° voce)
 Gia Moran è considerata da tutti la ragazza più bella della scuola. È amica intima di Emma fin dall'infanzia. Nonostante facciano parte di gruppi sociali diversi sono comunque rimaste amiche. Ha fiducia in sé stessa ed eccelle nelle arti marziali. I suoi costanti successi possono essere frustranti per i suoi compagni di squadra. Ha una cotta per Jake. I suoi poteri sono legati alla terra. Il suo grido di battaglia è: "Artiglio della Tigre, Megaforce Yellow!"
- Emma Goodall/Megaforce Pink Ranger/Super Megaforce Pink Ranger, interpretata da Christina Masterson e doppiata da Katia Sorrentino
 Emma Goodall, sempre all'erta nel proteggere l'ambiente, ama la natura. Guida una BMX e fotografa insetti e fiori. Anche se all'inizio può sembrare dolce non è da sottovalutare quando si tratta di proteggere il pianeta. I suoi poteri sono legati all'aria. Il suo grido di battaglia è: "Fiamme della Fenice, Megaforce Pink!"
- Robo Knight, doppiato in lingua originale da Chris Auer e in italiano da Marco Balzarotti 
 Robo Knight appare inizialmente nel sogno di Troy riguardo ai precedenti team di Power Ranger che combattono una minaccia sconosciuta. In seguito viene rivelato che è stato creato da Gosei per fungere come protettore della Terra, e che si sarebbe risvegliato solo quando la Terra sarebbe stata in pericolo. Durante il periodo di dormienza Robo Knight ha scordato tutto, compreso l'essere stato creato da Gosei. Quando i Mutanti emergono per inquinare il pianeta Robo Knight arriva per aiutare i Megaforce Ranger nel combattimento contro Hisser e in seguito andarsene. Gosei comunica ai Ranger che Robo Knight deve riscoprire le sue origini se vogliono combattere insieme le minacce alla Terra. Robo Knight è molto diverso dai Ranger. Combatte senza pensare ai sacrifici umani, lasciando quindi i salvataggi ai Mega Ranger. Tuttavia, grazie all'essere a contatto con gli esseri umani, inizia a sviluppare la propria umanità e decide di proteggerla rendendosi conto che proteggere gli esseri viventi è importante come proteggere la Terra.
- Orion/Super Megaforce Silver Ranger, interpretato da Cameron Jebo è doppiato in italiano da Alessandro Capra
 Compare nella seconda stagione. Ultimo sopravvissuto all'invasione del suo pianeta, giurò di vendicarsi e impedire che altri mondi facessero la fine del suo. Dopo avere trovato il morpher Silver ed essersi allenato duramente ruba un'astronave e raggiunge la terra. Ha una cotta per Gia.

### Alleati
- Gosei, doppiato in lingua originale da Geoff Dolan e in italiano da Mario Scarabelli
 Un guardiano sovrannaturale che fu l'apprendista di Zordon. Risvegliatosi appena avvertito dell'invasione dei Warstar ordina a Tensou di scegliere i Ranger. Ha l'aspetto della testa di un tiki. Vive in una base sotterranea vicino a una spiaggia.
- Tensou, doppiato in lingua originale da Estevez Gillespie e in italiano da Luca Bottale
 L'assistente di robotico di Gosei che non arriva alle ginocchia dei ragazzi. Gosei ha fatto scegliere attentamente a Tensou i ragazzi che sarebbero diventati Power Ranger. Tensou può teletrasportare persone nella base, come anche riprodurre video e accendere gli schermi dei computer.
- Ernie, interpretato da Shailesh Prajapati e doppiato in italiano da Claudio Moneta
 Il manager dell'Ernie's Brain Freeze, un juice bar, frequentato dai protagonisti. È perspicace, ma non abbastanza per capire dove vanno i ragazzi quando spariscono.
- Mr. Burley, interpretato da Ian Harcourt e doppiato in italiano da Giovanni Battezzato
 Uno degli insegnanti dei teenager.

### Antagonisti
- Ammiraglio Malkor, doppiato in lingua originale da Campbell Cooley e in italiano da Pietro Ubaldi
 Il massiccio leader dei Warstar, il cui aspetto richiama una farfalla cobra. La sola cosa più grande della sua malvagità è la sua pigrizia, ma è abbastanza fortunato da avere Vrak e Creepox al suo fianco.
- Creepox, doppiato in lingua originale da Mark Mitchinson e in italiano da Oliviero Corbetta
 Mantide aliena generale dell'ammiraglio Malkor, che per attaccare usa i suoi avambracci muniti di lame. Vuole distruggere la Terra con la forza bruta e la sua ossessione è sconfiggere da solo il Red Ranger.
- Vrak, doppiato in lingua originale da Jason Hood e in italiano da Lorenzo Scattorin
 Uno dei generali dell'ammiraglio Malkor. A differenza dei suoi compagni, essendo un principe, è di famiglia nobile aliena. Si considera più furbo degli altri e preferisce dominare la Terra piuttosto che distruggerla.
- Loogie
 Tirapiedi dei Warstar che brandiscono pugnali che possono anche sparare. Possono essere richiamati anche da altre fazioni nemiche.
- Zombat
 Gli Zombat sono gli animaletti personali di Vrak che permettono ai mostri di ingigantirsi. Quando Vrak si unisce all'armata dei robot vengono sostituiti da versioni robotiche chiamate Zombolt.
- Bluefur, doppiato in lingua originale da Charlie McDermott e in italiano da Maurizio Trombini
- Bigs, doppiato in lingua originale da Jay Simon e in italiano da Cesare Rasini

## Arsenale
- Gosei Morpher: questi morpher ricordano Gosei e infatti sono stati dati da lui. Per trasformarsi in Power Ranger bisogna inserire una Power Card al loro interno.
- Robo Morpher: il Robo Morpher è il morpher di Robo Knight. Questo dispositivo ha una tastiera così che Robo Knight possa utilizzare varie abilità componendo una combinazione di numeri a tre cifre, in seguito premendo il bottone rosso "Invio", gridando "Attivazione!" e quindi richiudendo il Robo Morpher.
- Mega Bombardatore: arma personale dei Ranger, ognuno con la testa in miniature del loro Mechazord. Usando le loro Power Card possono attivare diversi attacchi. A seconda di quale gruppo elementale viene usato i Ranger possono eseguire un attacco di gruppo.
  - Fratelli del Mare: quando vengono utilizzati i tre Zord, in miniatura, insieme a un analogo Zord Squalo, i Ranger possono sferrare un attacco denominato Cannonata Marina.
- Robo Bombardatore: il Robo Bombardatore è l'arma principale di Robo Knight. Possiede la modalità Robo Lama. Nella modalità laser può essergli agganciato il Cannone Vulcanico.
- Bombardatore a Megaforza: combinazione delle cinque armi dei Rangers che emette un raggio che distrugge i mostri.
  - Spada del Drago: arma personale del Red Ranger che permette di eseguire un attacco specifico e in cui si può inserire una Power Card. Può combinarsi con il Colpo di Fenice.
  - Colpo di Fenice: arma personale della Pink Ranger che permette di eseguire un attacco specifico e in cui si può inserire una Power Card. Può combinarsi con la Spada del Drago.
  - Ascia di Serpente: arma personale del Black Ranger che permette di eseguire un attacco specifico e in cui si può inserire una Power Card. Può combinarsi con l'Artiglio di Tigre e la Balestra di Squalo.
  - Artiglio di Tigre: arma personale della Yellow Ranger che permette di eseguire un attacco specifico e in cui si può inserire una Power Card. Può combinarsi con l'Ascia di Serpente e la Balestra di Squalo.
  - Balestra di Squalo: arma personale del Blue Ranger che permette di eseguire un attacco specifico e in cui si può inserire una Power Card. Può combinarsi con l'Ascia di Serpente e l'Artiglio di Tigre.
- Legendary Morpher: questi morpher appaiono nella seconda stagione. Essi permettono ai Megaforce Ranger di trasformasi nei "Super Megaforce Ranger" e di trasformarsi nei Power Ranger delle serie precedenti usando le chiavi.
- Legendary Ranger Key: chiavi speciali che appaiono nella seconda stagione. Esse sono a forma dei Power Ranger delle serie precedenti (compresi i Megaforce, Super Megaforce e Extra Ranger) e permettono di trasformarsi in quel Ranger.

## Zord & Megazord
- Grande Megazord Gosei: gli Zord dei Megaforce Ranger sono totem che si collegano ai loro Bombardatori o a mezzi pesanti per formare i Mechazord. Sono evocati tramite le Power Card attraverso i Gosei Morpher. Il Drago, lo Squalo, la Tigre, il Serpente e la Fenice si combinano per formare il Grande Megazord Gosei.
  - Mechazord Drago Gosei: Drago del Red Ranger, può volare e forma il corpo e la testa del Grande Megazord Gosei.
  - Mechazord Fenice Gosei: Fenice del Pink Ranger, è dotato di jet booster e forma il braccio sinistro del Grande Megazord Gosei.
  - Mechazord Serpente Gosei: Serpente del Black Ranger, è simile a un treno e forma la gamba destra del Grande Megazord Gosei.
  - Mechazord Tigre Gosei: Tigre del Yellow Ranger, possiede cingoli simili a quelli di un carro armato e forma la gamba sinistra del Grande Megazord Gosei.
  - Mechazord Squalo Gosei: Squalo del Blue Ranger, può nuotare e forma il braccio destro del Grande Megazord Gosei.
- Grande Gosei Marino: i tre Fratelli del Mare si combinano con il Grande Megazord Gosei per formare il Grande Gosei Marino.
  - Fratelli del Mare: i Fratelli del Mare è un trio di Zord composto dagli Zord Manta, Pesce Sega e Pesce Martello. Noah ottiene l'uso della carta Seaick Brother quando decide di non arrendersi contro il più forte Virox.
- Grande Gosei Terrestre: i tre Fratelli della Terra si combinano con il Grande Megazord Gosei per formare il Grande Gosei Terrestre.
  - Fratelli della Terra: i Fratelli della Terra è un trio di Zord composto dagli Zord Scarabeo, Dino, e Rino. Gia e Jake ottengono la Power Card dopo che Troy viene portato allo sfinimento a causa del combattimento contro Creepox. Poiché hanno bisogno di rincorrere Dragonflay con il Grande Megazord Gosei spingono al limite i loro Zord.
- Grande Gosei del Cielo: i tre Fratelli del Cielo si combinano con il Grande Megazord Gosei per formare il Grande Gosei del Cielo.
  - Fratelli del Cielo: i Fratelli del cielo è un trio di Zord composto dagli Zord Falco, Ptera, e Corvo. Emma ottiene la Power Card durante il combattimento contro Beezara.
- Ultra Grande Gosei: la carta è ottenuta da Troy quando decide di non arrendersi contro Creepox. Il Grande Megazord Gosei si combina con i Fratelli del Cielo, i Fratelli della Terra, i Fratelli del Mare e l'Ultra Change Zord per formare l'Ultra Grande Gosei.
- Grande Megazord Gosei (Robo Knight): i Mechazord Leone, Leone di Mare e Leone di Cielo si uniscono a formare questo Megazord.
  - Mechazord Leone: Zord leone di Robo Knight, che ne forma la testa. Forma il busto, la testa e le braccia del Megazord.
  - Fratelli Knight
    - Mechazord Leone di Mare: uno Zord simile a un leone marino, che forma la gamba sinistra del Megazord.
    - Mechazord Leone di Cielo: uno Zord simile a un leone volante, che forma la gamba destra del Megazord.
- Super Grande Megazord Gosei: il Grande Megazord Gosei (Robo Knight), il Grande Megazord Gosei e lo Zord Scarabeo si uniscono a formare il Super Grande Megazord Gosei.
- Megazord Leggendario: È lo zord dei Super Mega Ranger nella seconda stagione. Cambia forma ogni volta che i ranger acquisiscono nuovi poteri dai loro predecessori, i ranger leggendari.
  - Super Mega Skyship: il galeone volante usato dai Ranger per gli spostamenti e pilotato dal Red Ranger, è il più grande dei cinque Zord e ospita gli altri quattro al suo interno uno dentro l'altro, forma il corpo e la testa del Legendary Megazord.
  - Super Mega Camion: il camion del Yellow Ranger, secondo veicolo più grande che ospita altri Zord al suo interno, diventa la gamba sinistra del Legendary Megazord.
  - Super Mega Sub: il sottomarino del Pink Ranger, terzo Zord più grande, diventa la gamba sinistra del Legendary Megazord.
  - Super Mega Auto: auto del Green Ranger quarto Zord più grande, diventa il braccio sinistro del Legendary Megazord.
  - Super Mega Jet: aereo del Blue Ranger, Zord più piccolo messo dentro gli altri, diventa il braccio destro del Legendary Megazord e l'elmo.
- Megazord SPD Leggendario: La combinazione tra il Megazord Leggendario e il Delta Runner.
  - SPD Delta Runner: Una versione alterata del Delta Runner 1 del Red Ranger di Power Rangers SPD. Nella combinazione con il Megazord Leggendario forma una placca pettorale e una coppia di pistole.
- Mystic Megazord Leggendario: La combinazione tra il Megazord Leggendario e il Dragonzord Leggendario Mystic Force.
  - Dragonzord Leggendario Mystic Force: Una versione compressa del Mystic Dragon, configurazione alternativa del Megazord di Power Rangers Mystic Force. Combinandosi con il Megazord Leggendario le sue zampe si innestano nelle gambe del Megazord, le ali dentro le braccia e il busto e la testa escono dal torace del Megazord, che ora può volare e sputare fuoco. Il Dragonzord può inoltre uscire dal Megazord per dare il colpo di grazia al nemico usando un sigillo magico.
- Red Lion Zord: Si tratta del medesimo Wildzord di Power Rangers Wild Force. Può combinarsi con il Megazord Leggendario in due modalità diverse:
  - Megazord Wild Force Leggendario: In questa configurazione il Red Lion prende il posto delle gambe del Megazord Leggendario, creando una formazione simile a quella del Pegasus Megazord di Wild Force.
  - Megazord Samurai Leggendario: In questa configurazione il Red Lion si scompone e va a formare un'armatura per il Megazord Leggendario che lo rende simile al Samurai Megazord di Power Rangers Samurai. Le due spade del Megazord Leggendario in questa modalità si uniscono in una singola arma a due lame simile a una naginata.
- Q-Rex Zord: Si tratta dello Zord personale del Silver Ranger, una versione ricostruita dell'omonimo Zord di Power Rangers Time Force, con tre modalità:
  - Q-Rex Trivella: Modalità veicolo del Q-Rex, basata nell'aspetto sul Distruttore Raimei da Power Rangers Time Force. Questa modalità viene attivata con la Ranger Key del Time Force Quantum Ranger.
  - Dinozord Q-Rex: Modalità dinosauro del Q-Rex, basata in parti uguali sul Q-Rex originale e sul Dragonzord della prima serie, del quale riprende le movenze e le tecniche di combattimento con la coda a trivella. Questa modalità viene attivata con la Ranger Key del Mighty Morphin Green Ranger.
  - Megazord Q-Rex: Modalità robot del Q-Rex, ispirata principalmente al Thundersaurus Megazord di Power Rangers Dino Thunder. Questa modalità viene attivata con la Ranger Key del Dino Thunder White Ranger.
- Megazord Q-Rex Leggendario: Combinazione del Megazord Leggendario con il Megazord Q-Rex, che consiste nell'aggancio delle braccia di quest'ultimo sul corpo del Megazord Leggendario.
- Ninja Megazord Leggendario: Combinazione del Megazord Leggendario con il Ninjazord.
  - Ninjazord: Versione potenziata del Minizord da Power Rangers Ninja Storm. Può creare fino a otto copie di se stesso e, combinato con il Megazord Leggendario, gli dona l'abilità di lanciare shuriken.
- Megazord RPM Leggendario: Combinazione del Megazord Leggendario con il Turbo Falcon.
  - Turbo Falcon: Uno degli Zord di Power Rangers RPM che è andato fuori controllo e che solo i Super Mega Ranger hanno potuto tenere a bada. Come gli altri Zord creati dal Dr. K il suo design è l'unione di un veicolo e un animale, in questo caso un'auto da Formula 1 e un falco. La combinazione con il Megazord Leggendario lo vede sostituire le gambe del Megazord, similarmente al Red Lion.
- Megazord Leggendario Estremo: Combinazione del Megazord Leggendario con il Megazord Q-Rex e il Turbo Falcon. Questa combinazione vede l'uso della sola Super Mega Skyship come torso, le braccia prese dal Megazord Q-Rex mentre il Turbo Falcon forma le gambe e altri armamenti, tra cui una enorme mano lanciamissili che può essere sparata a sua volta.

## Trasmissioni internazionali
| Stato       | Canale                                                       | Première        |
| ----------- | ------------------------------------------------------------ | --------------- |
| Stati Uniti | Nickelodeon, TeenNick, Nick at Nite                          | 2 febbraio 2013 |
| Italia      | Boing, Italia 1                                              | 14 ottobre 2013 |
| Francia     | Gulli, Canal J, M6, Nickelodeon 4Teen, MTV, Nickelodeon Teen | 4 maggio 2013   |